# Rik Kuypers
Rik Henri Kuypers (Mortsel, 11 april 1925 – Lima (Peru), 21 mei 2019) was een Belgisch filmregisseur.

## Biografie
Rik Kuypers werd in 1925 geboren te Mortsel. Samen met Roland Verhavert en scenarist Ivo Michiels regisseerde Rik Kuypers in 1955 de, ondertussen iconisch geworden, Vlaamse speelfilm Meeuwen sterven in de haven. Later regisseerde hij ook de speelfilms De Obool (1966) en Adieu Filippi (1968). Daarnaast maakte hij tv-werk voor de toenmalige openbare omroep BRT.

## Beknopte filmografie
- Sinjo (1951)
- De rode beek (1951)
- Honeymoon (1954)
- Atcha (1954)
- Meeuwen sterven in de haven (1955)
- De magische ring (1959)
- Morgen is eeuwig (1960)
- De Obool (1966)
- Adieu Filippi (1967)

- Bibliothèque nationale de France: cb162172792 (data)
- International Standard Name Identifier: 0000 0001 4045 0514
- Système universitaire de documentation: 136856799
- Virtual International Authority File: 188683072